# Duality
Duality – pierwszy singel amerykańskiej grupy Slipknot pochodzący z jej trzeciego albumu studyjnego Vol. 3: (The Subliminal Verses). Zespół wielokrotnie wykonywał tę piosenkę na koncertach jako zapowiedź swojego nowego albumu. Utwór ten zawarty jest również na płycie z zapisem koncertów Slipknota, 9.0: Live. Został on napisany przez głównego wokalistę grupy, Coreya Taylora.

## Lista utworów
Singel CD
1. "Duality" (Single version)
2. "Don't Get Close"
3. "Disasterpiece (live)"